# Кызылтан (Акмолинская область)
Кызылтан (каз. Қызылтаң) — село в Зерендинском районе Акмолинской области Казахстана. Входит в состав Ортакского сельского округа. Код КАТО — 115652400.

## География
Село расположен на востоке района, в 64 км на северо-восток от центра района села Зеренда, в 19 км на юго-запад от центра сельского округа села Ортак.
Вблизи села проходит автомобильная дорога А-13 "Кокшетау — Бидайык (Казахстано-Российская граница)".

### Улицы[2]
- ул. Билим,
- ул. Жастар,
- ул. Тауелсиздик.

### Ближайшие населённые пункты
- село Кайынды в 2 км на юго-востоке,
- село Акколь в 12 км на юго-западе,
- посёлок Станционный в 14 км на западе,
- село Ортак в 19 км на северо-востоке.

## Население
В 1989 году население села составляло 505 человек (из них казахов 100%).
В 1999 году население села составляло 508 человек (255 мужчин и 253 женщины). По данным переписи 2009 года, в селе проживали 394 человека (193 мужчины и 201 женщина).
| Численность населения | Численность населения | Численность населения |
| 1989                  | 199                   | 2009                  |
| --------------------- | --------------------- | --------------------- |
| 505                   | ↗508                  | ↘394                  |